# Рембрандт: Портрет 1669
«Ре́мбрандт: Портре́т 1669» (нидерл. Rembrandt fecit 1669) — художественный фильм нидерландского режиссёра Йоса Стеллинга, снятый в 1977 году по совместному с Вилем Хильдебрандом и Кимом ван Кувенинге сценарию.

## Сюжет
Фильм представляет собой биографию последних, особенно сложных лет жизни Рембрандта Харменса ван Рейна. У художника было твёрдое мнение по поводу окружающей его действительности, перечащее взглядам представителей власти. Это губительно сказалось на положении его дел и финансовом состоянии. Его преследуют трагедии. Этот период оказался наиболее плодотворным в творчестве Рембрандта.

## Актёры
| - Франс Стеллинг (Frans Stelling) — Юный Рембрандт - Тон де Кофф (Ton de Koff) — Рембрандт - Люси Сингелинг (Lucie Singeling) — Саския - Ая Гилл (Aya Gill) — Хендрикье Стоффельс | - Ханнеке ван дер Вельден (Hanneke van der Velden) — Гертье Диркс - Эд Колмейер (Ed Kolmeijer) — Титус - Хэнк Доуз (Henk Douze) |

## Награды
- 1978 год — премия в категории «Лучший фильм» на кинофестивале фильмов об искусстве в итальянском городе Азоло;
- 1981 год — премия в категории «Лучший фильм» на кинофестивале во французском городе Орлеане[2].